# Герб Окнянського району
Герб Окня́нського райо́ну — офіційний символ Окнянського району Одеської області, затверджений рішенням Красноокнянської районної ради.
Автор — Андрій Гречило.

## Опис
Герб Окнянського району має форму прямокутного, заокругленого знизу щита. У синьому полі дві золоті чаші, з яких б'ють срібні фонтани, над ними — чорно-золота квітка соняшника, внизу — срібна основа з чорними швами 4-х рядів кам'яної кладки.
Великий герб: щит з гербом району увінчує стилізована золота територіальна корона, зубці корони вирішені у формі листків та ягід калини. Калина — найпопулярніша рослина української міфології та фольклору, втілення сонячної енергії, живильної сили землі, води та повітря. Повною мірою калину можна вважати символом України, її землі та народу. Обабіч щит охоплений вінком із золотих колосків, перевитих виноградною лозою з зеленими листочками та синіми гронами, внизу поверх вінка накладено білий рушник із червоним орнаментом та червоним написом «Красноокнянський район»

## Статут герба
Герб є символом Окнянського району, який втілює природні особливості, історичну і сучасну символіку краю, вказують на його адміністративний статус.
Синій колір щита вказує на те, що сучасна територія району розташована на колишніх землях Бессарабії, Подільської та Херсонської губерній.

## Символіка гербових фігур
Фонтани вказують на назву району та на місцеві джерела та струмки.
Соняшник — означає сільськогосподарський профіль району, характеризує щедрі землі Степового регіону, а також асоціюється з символом Поділля — сонцем (оскільки частина сучасного району входила давніше до складу Подільської губернії та звідти прибули нові поселенці).
Срібна кам'яна кладка символізує багаті родовища вапняку, його промисловий видобуток, а також використання каменю в місцевому будівництві.
Вінок додатково підкреслює розвиток землеробства, а також вказує на приналежність району до Одеської області.

## Значення кольорів
- Золото — символ багатства, сили, сталості, вірності.
- Срібло — символ чистоти, доброти.
- Синій — символ краси, ясності, м'якості, шляхетності, величі, чистоти помислів, духовності, * мудрості, добробуту.